# William Freeman Vilas
William Freeman Vilas (9 de julio de 1840 - 27 de agosto de 1908) fue un abogado, político y teniente coronel estadounidense durante la Guerra de Secesión. 

## Biografía
Hijo del político y juez Levi Baker Vilas, William F. Vilas nació en el año 1840 en el pequeño pueblo de Chelsea en el estado de Vermont, Estados Unidos. Con once años de edad, se mudó junto a su familia a Madison (Wisconsin), donde se graduó en la Universidad de Wisconsin-Madison.
Durante la Guerra de Secesión, se alistó en el Ejército de la Unión llegando a ser capitán del 23 Regimiento de Infantería de Voluntarios de Wisconsin y posteriormente, teniente coronel de ese mismo regimiento. Pasada la guerra, Vilas fue profesor de derecho en la Universidad de Wisconsin-Madison donde se había graduado años antes y regente de la misma entre los años 1880 a 1885 y entre 1898 hasta 1905.
Miembro del Partido Demócrata, en 1885 entró a formar parte de la Asamblea del Estado de Wisconsin hasta que ese mismo año, fue designado administrador general de Correos durante la presidencia de Grover Cleveland. Bajo la misma presidencia, fue nombrado secretario del Interior de los Estados Unidos en 1888, cargo que sólo sustentó un año, aunque dándole tiempo para poder aplicar mesuras importantes para reducir los costes de la Secretaría. Después de dejar el Gabinete de los Estados Unidos, Vilas encabezó las manifestaciones de los germano-estadounidense en contra de la Ley Bennett impulsado por los Republicanos en 1889 y que exigía a todas las escuelas utilizar sólo el idioma inglés. Desde 1891 hasta 1897, fue senador durante el segundo mandato del presidente Grover Cleveland, siendo reconocido como el principal defensor de la Administración y siendo especialmente activo en la obtención de la derogación del acta Sherman Silver. Vilas no tuvo éxito en su intento para la reelección de su cargo como senador, cayendo derrotado en favor de John Coit Spooner en 1896. 
En 1896, fue unos de los principales impulsores en la creación del Partido Demócrata Nacional, una agrupación que se caracterizaba por su índole contraria a la aprobación del acta Sherman Silver argumentando que sería devastador para la economía del país. 
Vilas falleció el 27 de agosto de 1908 en Madison, donde pasó gran parte de su vida, siendo enterrado en el cementerio Forest Hill de esa misma localidad. En honor a su trayectoria, se bautizó el Condado de Vilas con su apellido.
| Predecesor: Frank Hatton | Director general del Servicio Postal de los Estados Unidos 1885 – 1888 | Sucesor: Donald M. Dickinson |

| Predecesor: Lucius Q. C. Lamar II | Secretario del Interior de los Estados Unidos 1889 – 1889 | Sucesor: John Willock Noble |

| Predecesor: John C. Spooner | Senador de Wisconsin 1891 – 1897 | Sucesor: John C. Spooner |